# Maasvlakte

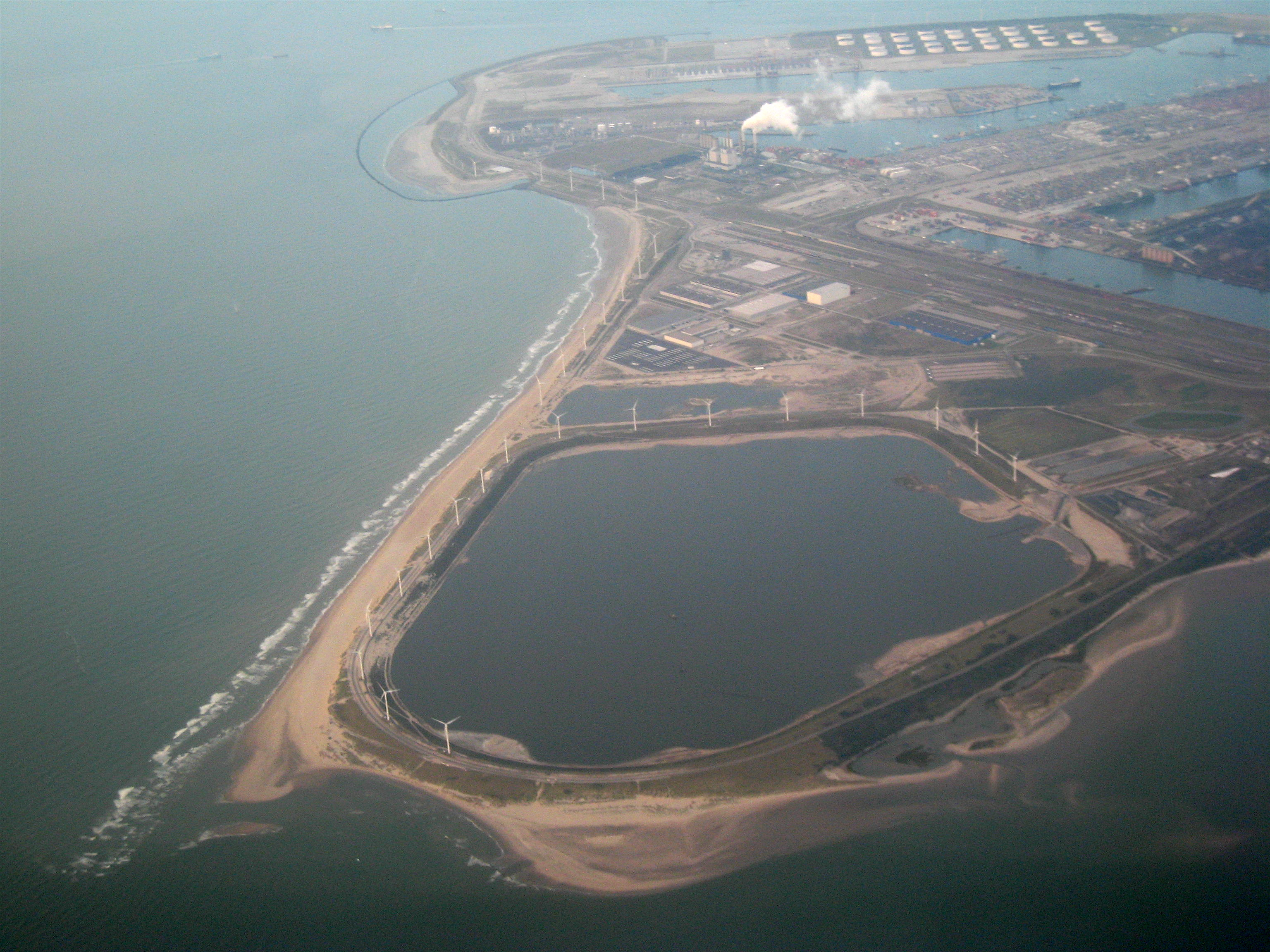
Blick auf den südlichen Rand der Maasvlakte

Die Maasvlakte (deutsch Maasfläche oder Maasebene) ist ein großes Industrie- und Hafengebiet der niederländischen Großstadt Rotterdam. Sie besteht aus einer in den 1960er Jahren angelegten und von 2008 bis 2013 großflächig erweiterten künstlichen Insel südlich der Einmündung des Nieuwe Waterweg in die Nordsee. Neben mehreren Containerterminals befinden sich auf ihr außerdem noch ein Kraftwerk, ein Logistikzentrum und ein Terminal für Erdöl. Der Name des Flusses Maas wird verwendet, weil sich die Maasmündung ursprünglich an dieser Stelle befand.

## Lage und Anbindung
Die Maasvlakte liegt etwa 40 km westlich des Rotterdamer Stadtzentrums, gehört allerdings dennoch zu ihrem Gemeindegebiet. Dieses zieht sich von der eigentlichen Kernstadt die gesamte Fläche zwischen den Wasserstraßen Hartelkanaal und Nieuwe Waterweg bis zur Nordseeküste hinauf. In den 1950er und 1960er Jahren entstand auf dieser Fläche der Europoort, der sich westlich an die alten Rotterdamer Hafenanlagen anschließt. Westlich an den Europoort schließt sich wiederum die Maasvlakte an.
Insgesamt verfügt die Maasvlakte (mitsamt der Erweiterung Maasvlakte 2) über sieben Hafenbecken: Hartelhaven, Mississippihaven, Amazonehaven, Europahaven, Prinses Arianehaven, Prinses Margriethaven und Prinses Amaliahaven. Die letzte drei Hafenbecken gehören zur Maasvlakte 2 und sind über den Yangtzekanal miteinander verbunden.
Die einzige Straßenverbindung zur Maasvlakte bildet der vierspurige Autoweg N15, der an der Kreuzung Europaweg/Coloradoweg unweit des Kraftwerkes seinen Anfang nimmt. Kurz vor der Suurhoffbrug geht dieser in die Autobahn A15 über, die nach Rotterdam und weiter nach Nijmegen führt und somit die Maasvlakte wie auch das gesamte Rotterdamer Hafengebiet an das europäische Fernstraßennetz anschließt.
Weiterhin beginnt auf der Maasvlakte die Betuweroute, eine Bahnstrecke für Güterverkehr nach Zevenaar und weiter ins Ruhrgebiet. Diese verläuft größtenteils parallel zur A15.

## Geschichte

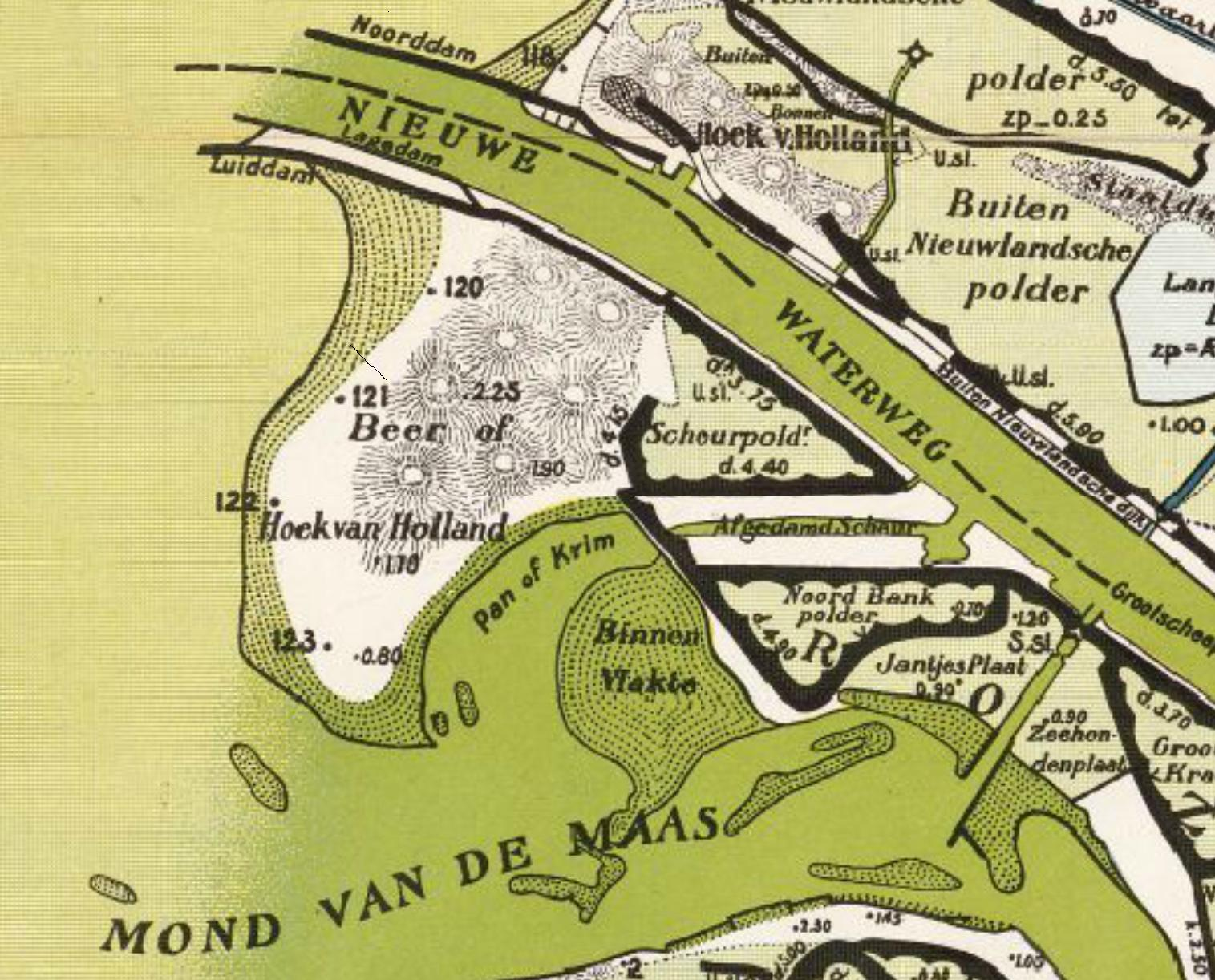
Maasmündung um 1910

Anfang der 1960er Jahre zeichnete sich durch die gestiegene Anzahl an Seeschiffen das Problem ab, dass die landeinwärts gelegenen Hafenbecken des Europoorts immer häufiger nicht oder nur mit langen Wartezeiten auf den schmalen Wasserwegen erreicht werden konnten. Neben der Möglichkeit, die Fahrrinne des Nieuwe Waterweg zu vertiefen, entschied sich die niederländische Regierung im Juli 1964 daher, einen Tiefwasserhafen direkt an der Nordseeküste zu errichten. 
Der 1964 durch die Vaste Commissie van de Rijksdienst voor het Nationaal Plan ausgearbeitete Vorschlag, bei der Aufschüttung der Maasvlakte auch auf den Naturschutz zu achten, wurde bei der Planung übernommen. Um die Natur am Brielse Gat nicht zu zerstören, beschloss man daher, den südlichen Abschnitt der Maasvlakte nicht mit Hafenanlagen zu bebauen. Entlang der Industriegebiete wurden außerdem Dünenreihen angelegt. Bemerkenswert ist, dass es trotz des funktionalen Charakters der Maasvlakte gelungen ist, einen Teil des natürlichen alten Küstenverlaufs (Dünen und Flachküste) durch besonders einfühlsame Deichführung nachzuahmen.
Die Anlegung des Geländes begann 1965. Über 50 Millionen m³ Sand (etwa 200.000 m³ pro Woche) wurden aus der Nordsee und dem Brielse Gat gebaggert und für die Maasvlakte bis in eine Wassertiefe von 22 m unter NN aufgeschüttet. In diesem Sand befinden sich noch viele Fossilien und häufig sind Fossiliensucher anzutreffen. Aus der Sandgewinnung entstand der See Oostvoornse Meer. Ein nördlicher und ein südlicher Damm, bestehend aus großen Betonblöcken, schirmten die Fläche von den Wellen der Nordsee ab. Mit der Schließung des Dammes wurde 1968 das Gebiet erstmals in verschiedene Hafenbecken und Industriegebiete aufgeteilt. 1972 wurde das Maasvlakte Olie Terminal (MOT), ein Ölhafen, angelegt. Ein Jahr später, 1973, folgte der Kohle- und Erzhafen Europees Massagoed Overslagbedrijf (EMO). In diesem Jahr wurde die Maasvlakte auch offiziell eröffnet.

## Betriebe
Die wichtigsten Betriebe auf der Maasvlakte sind
- Maasvlakte Olie Terminal (MOT), seit 1972
- der Europees Massagoed Overslagbedrijf (EMO) für den Umschlag von Erzen und Kohle, seit 1973
- das Delta Terminal der Europe Container Terminals (ECT), seit 1986
- APM Terminals, Containerterminal der A. P. Møller-Mærsk
- das Kraftwerk Maasvlakte (Uniper)
- Lyondellbasell

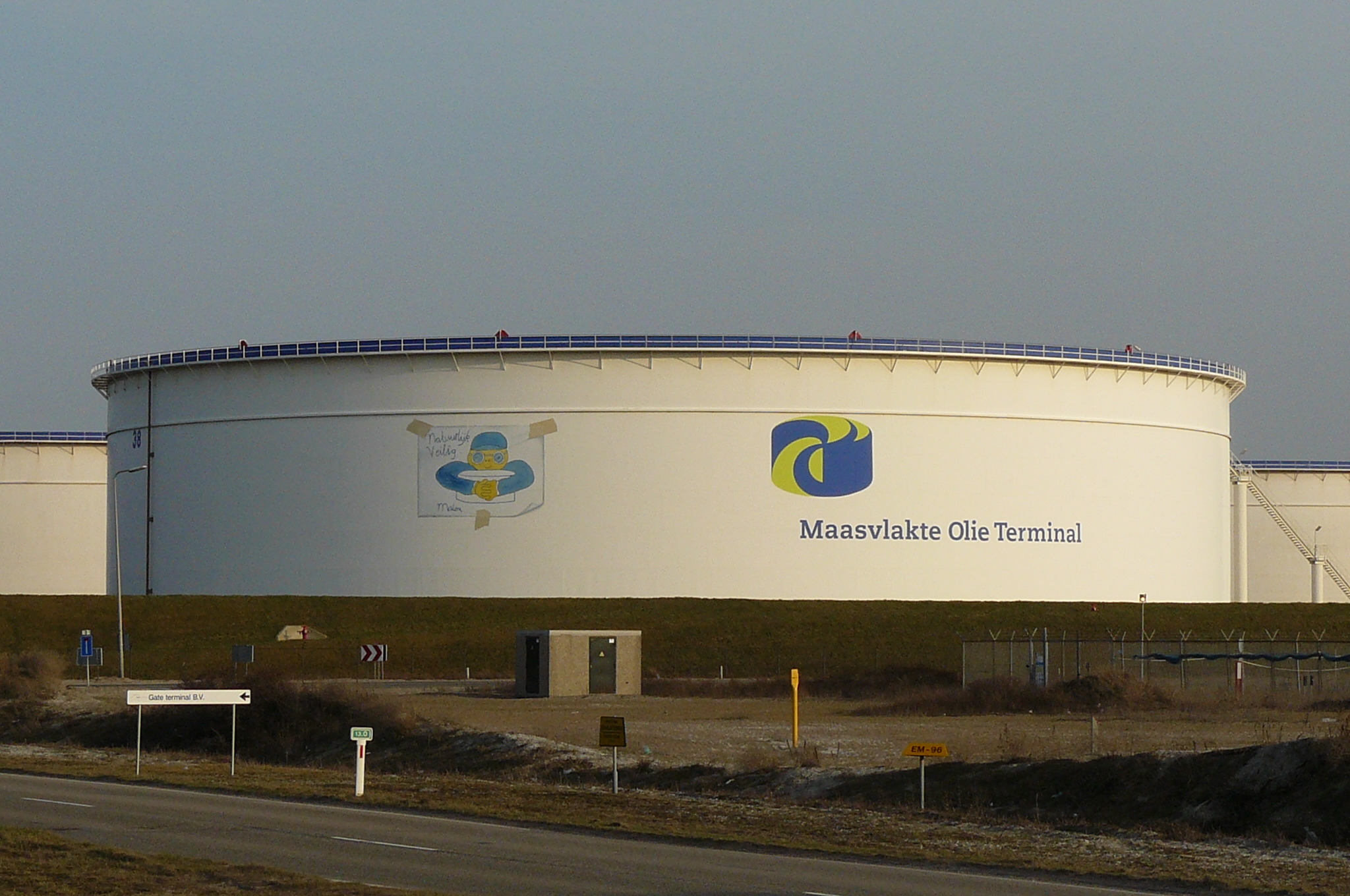
Öltank des MOT
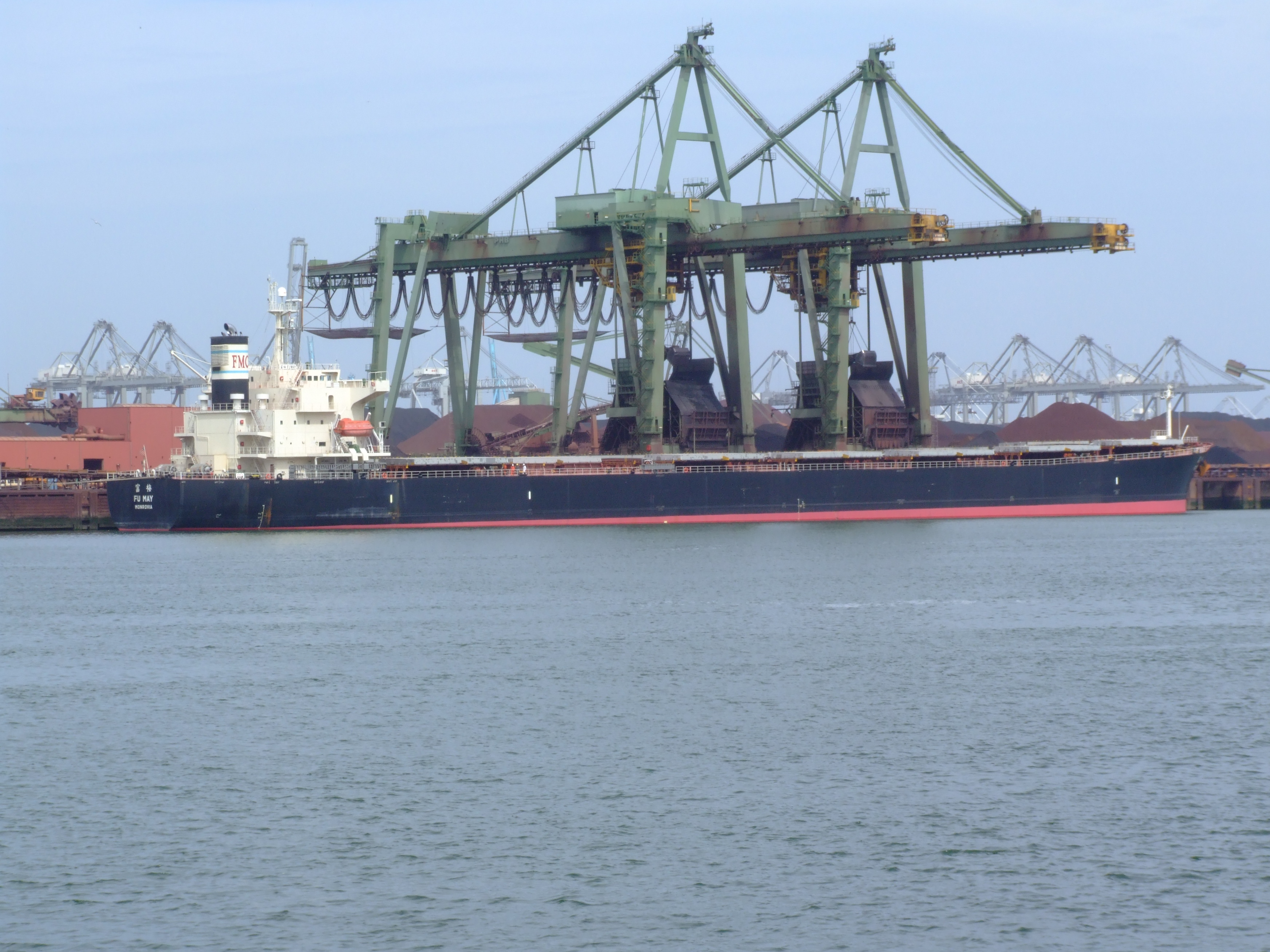
Kräne im EMO
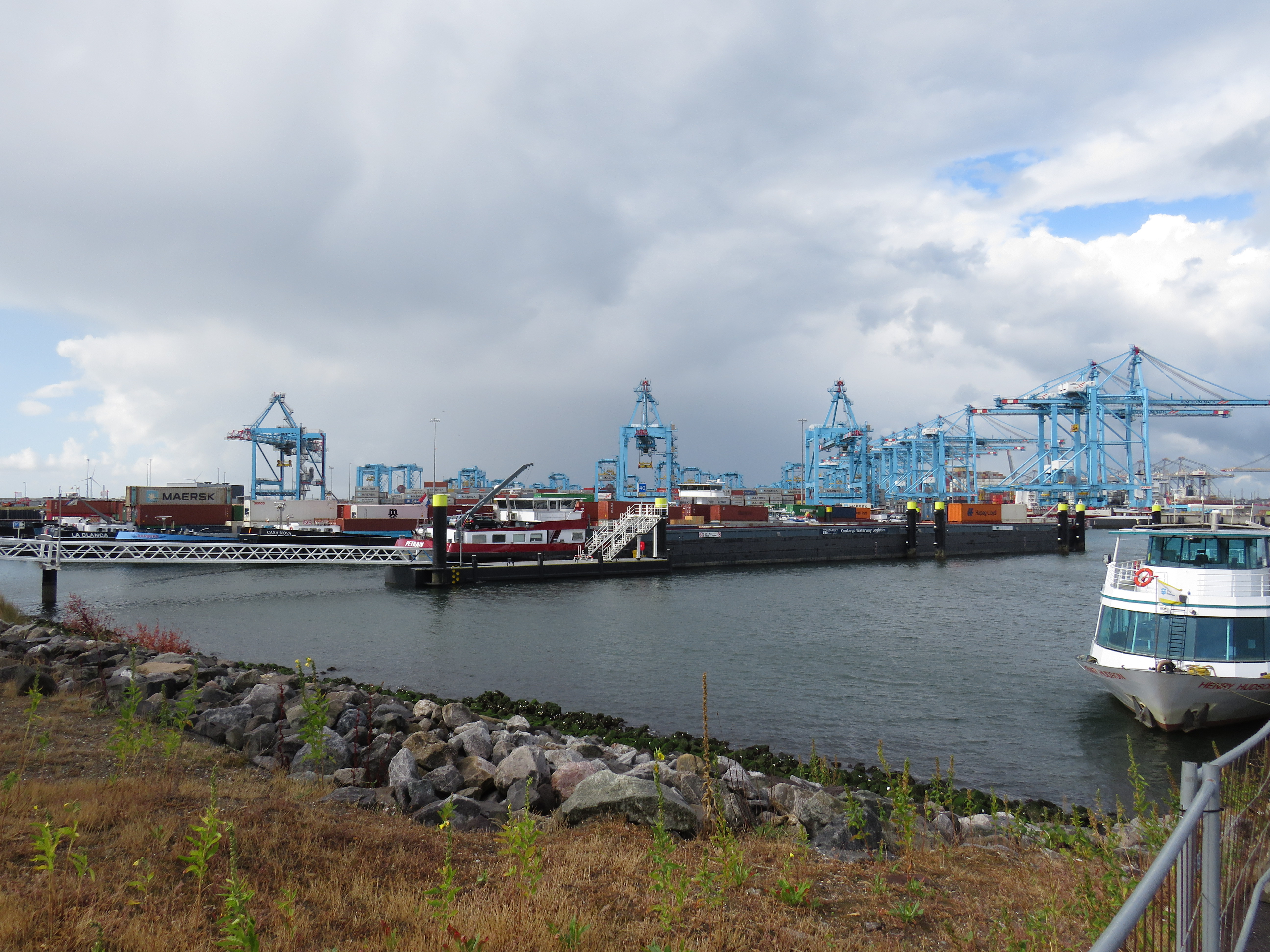
APM Terminal
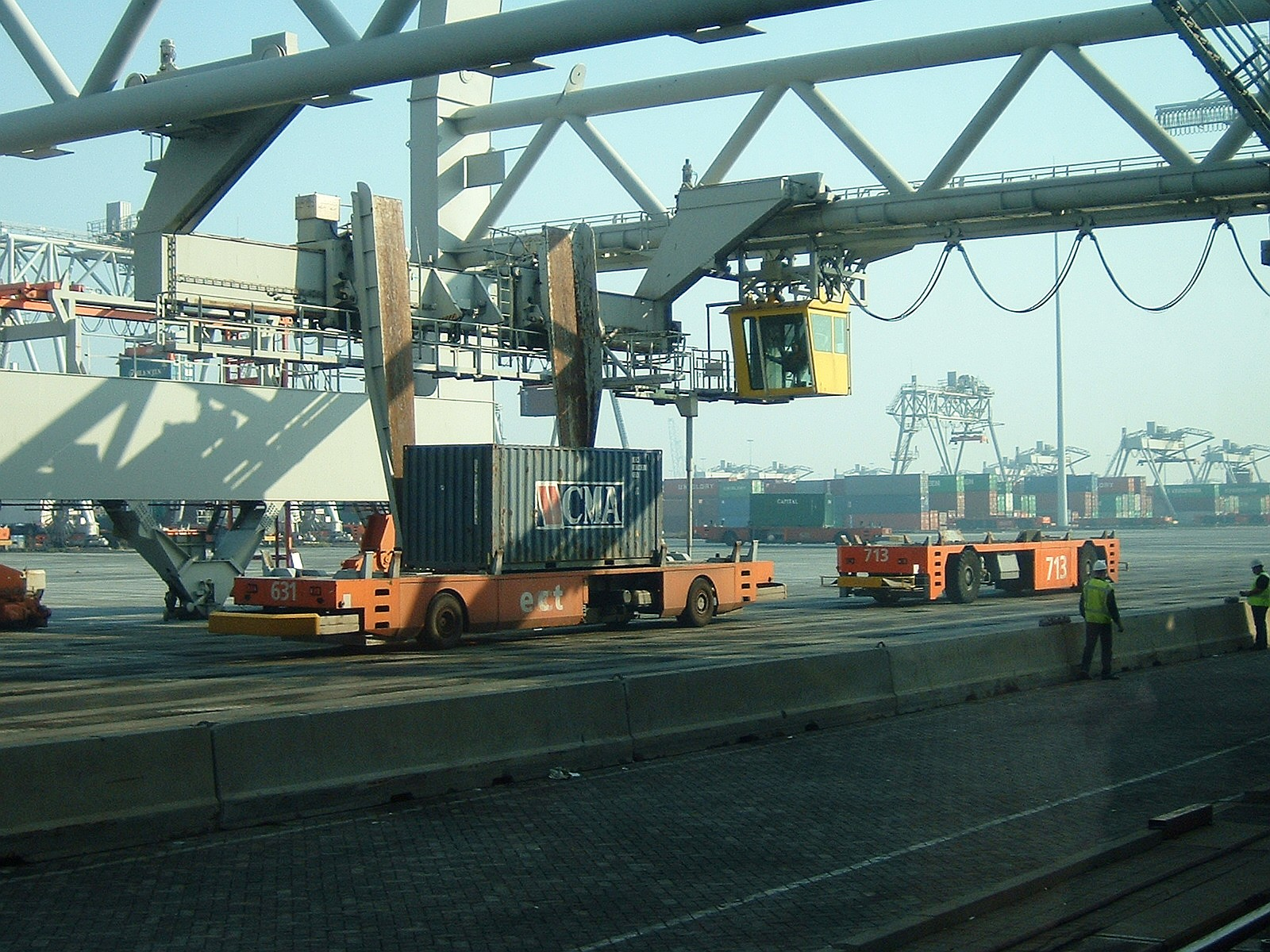
Containerumschlag auf dem ECT
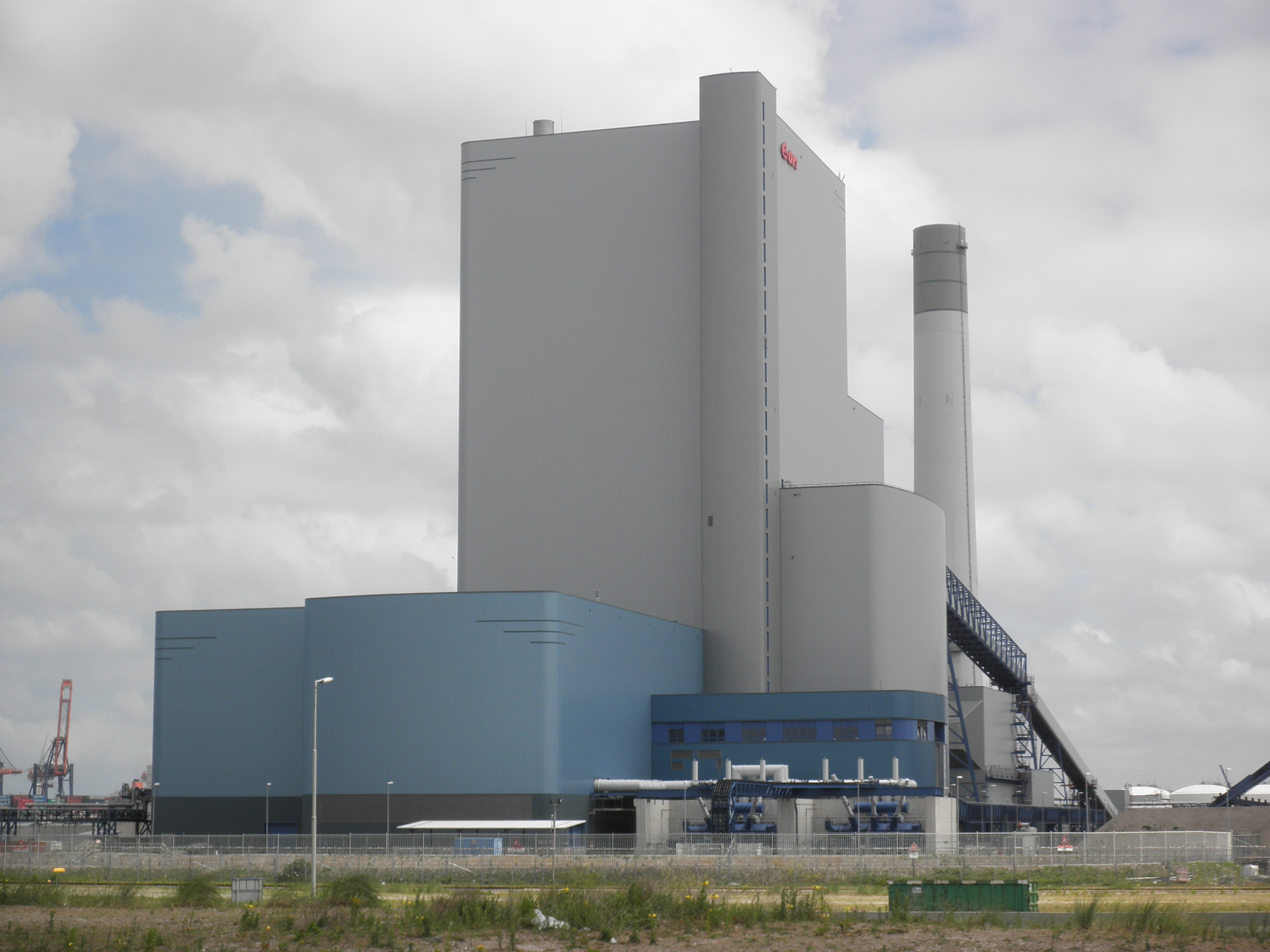
Kraftwerk auf der Maasvlakte

## Maasvlakte 2

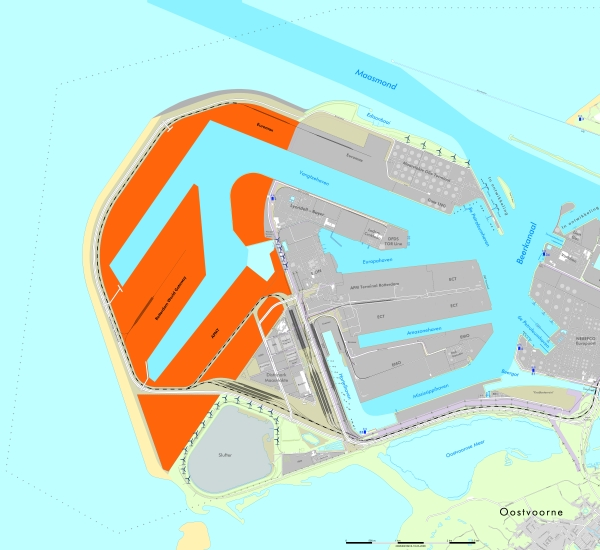
Erweiterung Maasvlakte 2

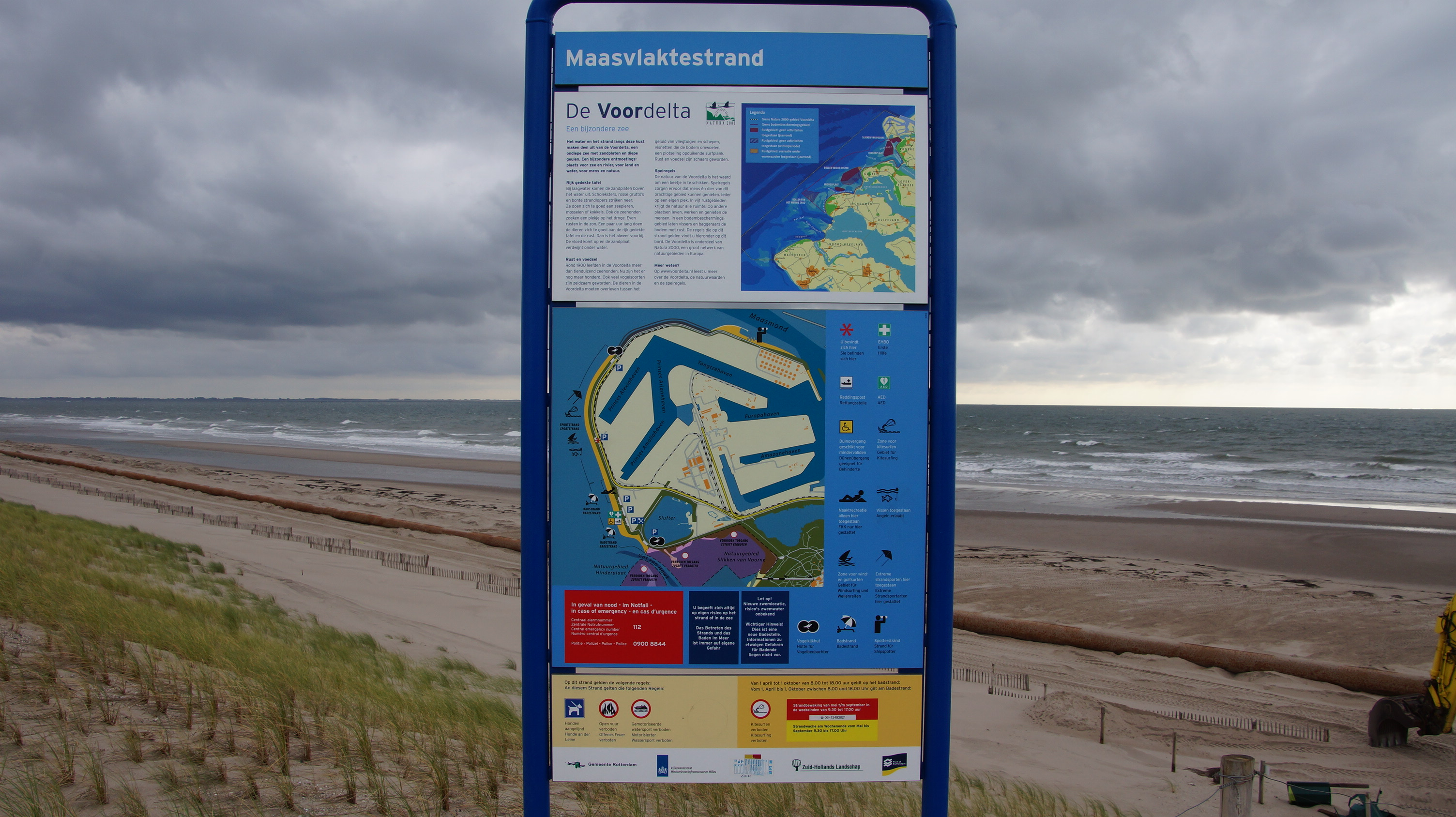
Maasvlaktestrand

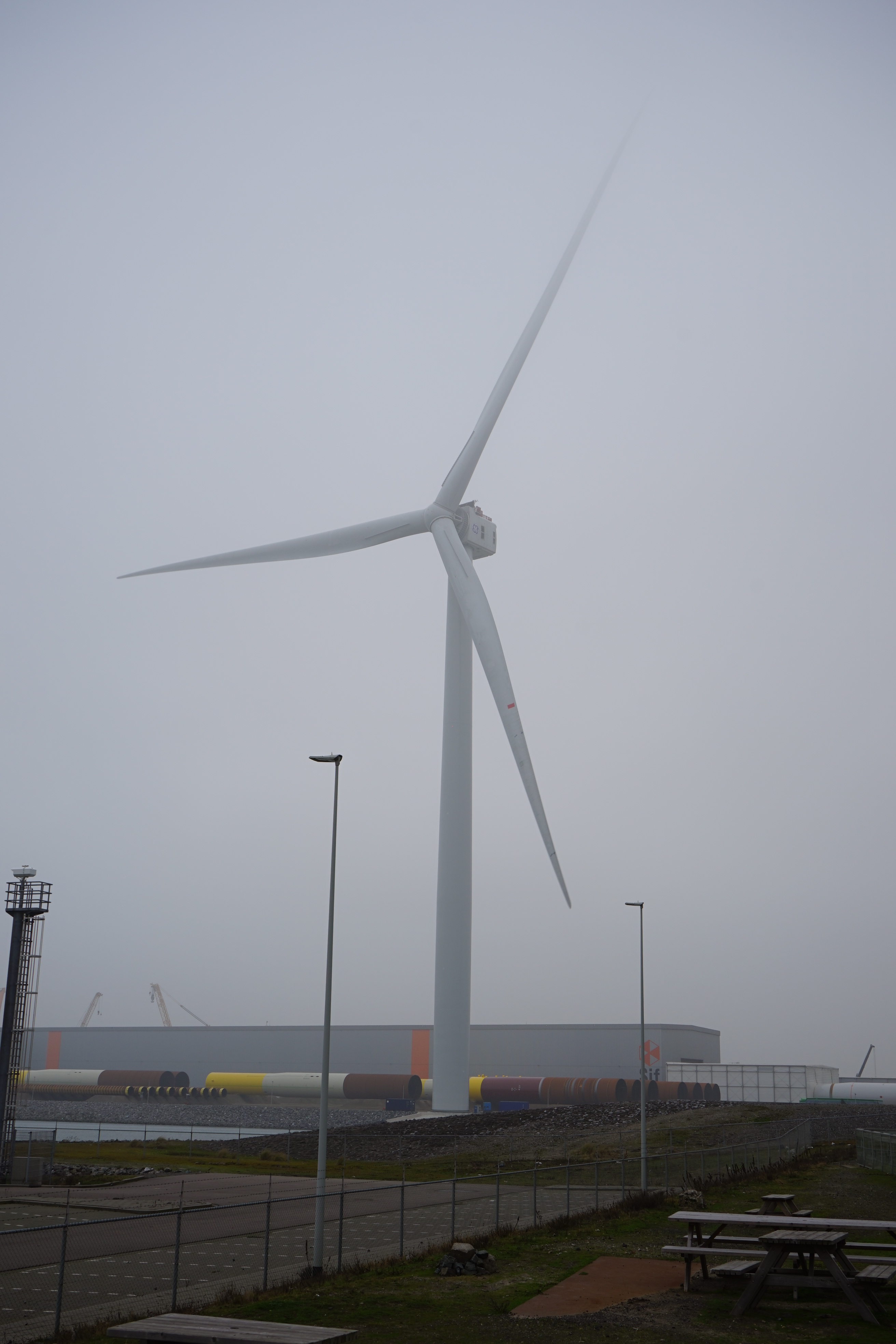
Prototyp der GE Wind Energy Haliade-X in Maasvlakte 2

2004 wurden die Pläne für die Tweede Maasvlakte („Zweite Maasvlakte“) genehmigt, die weiter westlich in die Nordsee gebaut wurde. Die Neulandgewinnung durch Aufspülung begann im Frühjahr 2008, gut die Hälfte der neuen Fläche (2000 Hektar) dient der Vergrößerung des Hafens für Terminals und Industrie, der Rest soll dem Naturschutz und der Erholung dienen. Durch die Vergrößerung der Maasvlakte um 20 % auf 6000 Hektar und den neuen Hafen verdreifacht sich die Umschlagkapazität für Container. Damit soll der prognostizierte Flächenbedarf bis zum Jahr 2030 reichen. Die Kosten belaufen sich auf rund drei Milliarden Euro.
Mitte 2007 wurden die letzten Betriebe, die sich auf Maasvlakte 2 niederlassen dürfen, ausgewählt. Die 14 ausgewählten Betriebe haben ein Konsortium unter dem Namen Rotterdam World Gateway gegründet. Der Hafenbetrieb Rotterdam hat zur Bedingung gemacht, dass für die Hinterlandanbindung bis 2033 mindestens 45 % der Container mit Binnenschiffen transportiert werden, 20 % mit der Eisenbahn und nur 35 % mit Lkw über Straßen.
Der symbolische Lückenschluss des elf Kilometer langen Schutzdeiches um die neue Halbinsel wurde am 11. Juli 2012 durch Königin Beatrix vollzogen. Für die ersten Jahre nach Inbetriebnahme der Maasvlakte 2 befürchtet der Marktführer ECT Überkapazitäten bei der Containerverladung in Rotterdam. 2015 wurden der Hafenbetrieb Rotterdam als Auftraggeber und die in der Arbeitsgemeinschaft „Puma“ mit der Bauausführung der Hafenerweiterung beauftragten Unternehmen Royal Boskalis Westminster und Van Oord von niederländischen Koninklijk Instituut van Ingenieurs mit dem „Prof. Dr. J. F. Agema-Preis“ in den Bereichen „Innovation“ und „Nachhaltigkeit“ ausgezeichnet.
Seit Oktober 2014 steht der neue Hafen für den ersten Teilbetrieb zur Verfügung. Das entsprechende Hafenbecken hat den Namen Prinses Margriethaven erhalten, die in den Niederlanden übliche Ordnungsnummer lautet 8361.
Im Bereich Maasvlakte 2 gibt es zwei Container-Terminals von verschiedenen Betreiber-Konsortien: Rotterdam World Gateway (RWG) (2014) und APM Terminals (APMT) (Eröffnung des automatisierten Terminals im Februar 2015) mit einer Kapazität von zusammen rund fünf Millionen TEU. Sie sind auch für die derzeit größten Containerschiffe mit 19.000 TEU und bis zu 20 Metern Tiefgang geeignet. Außerdem ist eine Fläche für die Erweiterung des Euromax-Terminals vorgesehen.